# Conte di Dysart
Conte di Dysart (pronunciato "Die-z't") è un titolo nella Parìa di Scozia, creato nel 1643.

## Creazione
Il titolo è stato creato nel 1643 per William Murray, che in precedenza aveva rappresentato Fowey e East Looe nella Camera dei comuni inglese. Era stato nominato Lord Huntingtower, allo stesso tempo, anche nella nobiltà scozzese. William Murray era un amico di Carlo I.

## Successione
A William Murray succedette la figlia, Elizabeth. Gli succedette il figlio del suo primo matrimonio, il terzo conte, che aveva già succeduto al padre come quarto Baronetto. Egli rappresentò Orford e Suffolk nella Camera dei comuni e fu Lord luogotenente di Suffolk. Gli succedette il nipote, il quarto conte, che era stato eletto come High Steward di Ipswich. Il titolo passò al figlio maggiore, il quinto conte, che morì senza eredi e il titolo passò a suo fratello, il sesto conte.
Senza discendenti diretti il baronetto Tollemache si estinse alla morte del sesto conte nel 1821. I titoli scozzesi sono stati ereditati dalla sorella, la settima contessa. Il figlio ed erede, William, era stato creato baronetto, di Hanby Hall nella Contea di Lincoln, nel 1793. Gli succedette il nipote, l'ottavo conte, che rappresentò Ilchester in Parlamento (1827-1830). Gli succedette il nipote, il nono conte, Lord luogotenente di Rutland.
Alla morte del nono conte il baronetto e i titoli scozzesi si separarono. Il baronetto fu ereditato da un erede maschio, Lyonel, mentre la signoria e la contea passarono alla nipote Wynefryde, la decima contessa, figlia di Agnes Mary Manners Talmash (sorella del nono conte).
Le succedette la figlia, l'undicesima contessa. Nel 2003 le succedette la sorella, la dodicesima contessa. Alla sua morte, l'8 novembre 2011, le succedette il figlio, il tredicesimo conte e attuale detentore del titolo.

## Conti di Dysart
- William Murray, I conte di Dysart (1600-1655)
- Elizabeth Murray, II contessa di Dysart (1626-1698)
- Lionel Tollemache, III conte di Dysart (1649–1727)
- Lionel Tollemache, IV conte di Dysart (1708–1770)
- Lionel Tollemache, V conte di Dysart (1734–1799)
- Wilbraham Tollemache, VI conte di Dysart (1739–1821)
- Louisa Tollemache, VII contessa di Dysart (1745–1840)
- Lionel Tollemache, VIII conte di Dysart (1794–1878)
- William Tollemache, IX conte di Dysart (1859–1935)
- Wenefryde Scott, X contessa di Dysart (1889–1975)
- Rosamund Greaves, XI contessa di Dysart (1914–2003)
- Katherine Grant, XII contessa di Dysart (1918-2011)
- John Grant, XIII conte di Dysart (1946)

L'erede è l'unico figlio dell'attuale conte, James Patrick Grant, Lord Huntingtower (1977).